# Pacora (distrito)
Pacora é um distrito do Peru, departamento de Lambayeque, localizada na província de Lambayeque.

## Transporte
O distrito de Pacora é servido pela seguinte rodovia:
- LA-102, que liga a cidade ao distrito de Cañaris
- PE-1NJ, que liga a cidade de Lambayeque ao distrito de Piura (Região de Piura) [1][2][3]